# Leptacis grenadensis
Leptacis grenadensis är en stekelart som först beskrevs av William Harris Ashmead 1896.  Leptacis grenadensis ingår i släktet Leptacis och familjen gallmyggesteklar. Inga underarter finns listade i Catalogue of Life.